# ジョージ・ゴードン (第5代ゴードン公爵)

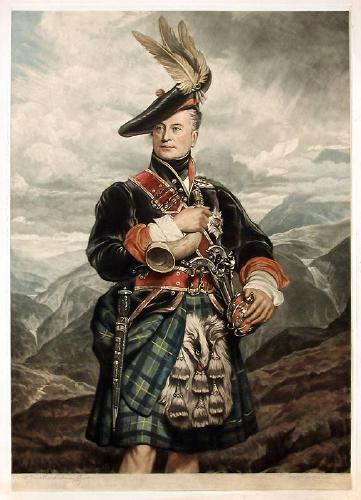
第5代ゴードン公爵(ジョージ・サンダーズ画)

第5代ゴードン公爵ジョージ・ダンカン・ゴードン（英: George Duncan Gordon, 5th Duke of Gordon, GCB, PC、1770年2月2日 - 1836年5月28日）は、イギリス・スコットランドの政治家、陸軍軍人、貴族。
爵位を継承する1827年まではハントリー侯爵の儀礼称号を使用した。

## 経歴
1770年2月2日、第4代ゴードン公爵アレグザンダー・ゴードンと妻ジェーンの長男としてエジンバラに生まれる
ケンブリッジ大学聖ジョン・カレッジへ進学した。1791年にマスター・オブ・アーツの学位を取得した。
陸軍に入隊し、第35歩兵連隊、第42王立ハイランド歩兵連隊（後のブラック・ウォッチ）、第3近衛歩兵連隊などに所属する。1794には第100（ゴードンハイランド）歩兵連隊（100th (Gordon Highland) Regiment of Foot）を設立した。
フランス革命戦争ではヨーク公フレデリック率いる大陸出征軍に従軍した。1801年に少将、1808年に中将に昇進。1809年のワルヘレン作戦には第2代チャタム伯爵ジョン・ピット率いる遠征軍に師団長として参加した。
1806年から1807年にかけてはアイ選挙区から選出されてトーリー党所属の庶民院議員となる。1807年4月11日にはいまだ父が存命ながら繰上勅書により、ハントリーのゴードン男爵位を継承し、貴族院議員となった。政治家としてはきわめて保守的な人物だった。
1819年に大将に昇進した。1827年6月17日に父が死去し、第5代ゴードン公爵位を継承した。爵位継承後、スコットランド国璽尚書に任命された。1830年には枢密顧問官に列する。
フリーメイソンのスコットランド・グランドロッジ・グランドマスターも務めた。
1836年5月28日に死去。彼は結婚しておらず、嫡出子がなかった。ゴードン公爵位を継承できる親族もなかったので彼の死とともにゴードン公爵は消滅した。一方ハントリー侯爵位は親族のジョージ・ゴードンに継承された。
財産は姉シャーロットに継承され、結果シャーロットの嫁ぎ先のリッチモンド公爵レノックス家に相続された。これを機にレノックス家はゴードン＝レノックス家と改姓している。そして1876年には第6代リッチモンド公爵チャールズ・ゴードン＝レノックスにゴードン公爵位が与えられている。

## 栄典

### 爵位
- 1807年4月11日、第2代グロスター州におけるハントリーのゴードン男爵 (1784年創設グレートブリテン貴族爵位)
- 1827年6月17日、第5代ゴードン公爵 (1684年創設スコットランド貴族爵位)
- 1827年6月17日、第8代ハントリー侯爵 (1599年創設スコットランド貴族爵位)
- 1827年6月17日、第13代ハントリー伯爵 (1445年創設スコットランド貴族爵位)
- 1827年6月17日、第8代インジー伯爵 (1599年創設スコットランド貴族爵位)
- 1827年6月17日、第5代ハントリー及びインジー伯爵 (1684年スコットランド貴族爵位)
- 1827年6月17日、第2代ノーフォーク州におけるノーリッジ伯爵（英語版） (1784年創設グレートブリテン貴族爵位)
- 1827年6月17日、第5代インヴァーネス子爵 (1684年創設スコットランド貴族爵位)
- 1827年6月17日、第13代モーダント男爵（英語版） (1532年創設イングランド貴族爵位)
- 1827年6月17日、第8代バデノックのゴードン卿 (1599年創設スコットランド貴族爵位)
- 1827年6月17日、第5代バデノック、ロシャベール、ストラサヴォン、ベルモア、オーチドン、ガースィー及びキンカーディン卿 (1684年創設スコットランド貴族爵位)[2]

### 勲章
- 1820年、バス勲章ナイト・グランド・クロス(GCB)[2]